# Villasonte
Villasonte (en eonaviego, Vilasonte) es un lugar perteneciente a la parroquia de San Martín del Valledor, en el concejo de Allande, comarca del Narcea, Principado de Asturias, España.